# Туристичка организација општине Куршумлија
| Туристичка организација општине Куршумлија |                                     |
|                                            |                                     |
|                                            |                                     |
| Оснивач:                                   | Општина Куршумлија                  |
| Основана:                                  | 1995.                               |
| Седиште:                                   | Палих бораца 15 · Куршумлија Србија |
| Директор:                                  |                                     |
| Веб презентација                           | Званична презентација               |

Туристичка организација општине Куршумлија је једна од јавних установа општине Куршумлија, основана 1995. године.
Њена основна делатност је промоција туризма на подручју општине, као и подстицање и унапређење туристичке инфраструктуре кроз:
- организовање информативно пропагандних делатности,
- организовање стручних, научних, културних, спортских скупова и манифестација,
- прикупљање и објављиване информација о туристичкој понуди општине.

Туристичка места на подручју општине Куршумлија су: Пролом Бања, Куршумлијска Бања, Луковска бања, „Ђавоља варош“ (у свету редак а у нашој земљи јединствен геоморфолошки феномен), „Рударе“ (мотел на Топличкој магистрали), као и град Куршумлија са остацима два најстарија манастира средњевековне династије Немањића и другим културно историјским споменицима.

## Манифестације
- Пливање за Богојављенски крст, јануар
- Дан ослобођења Куршумлије од Турака, јануар
- Обележавање годишњице Топпличког устанка, фебруар
- Хајка на вука, фебруар
- Обележавање годишњице НАТО агресије, март
- Васкршњи етно базар, април
- Малинијада, јун
- Културно лето, јул
- Куршумлијска гитаријада, јул
- Немањини дани, септембар
- Обележавање годишњице Гвозденог пука, октобар
- Међународна фото колонија „Ђавоља Варош”, новембар
- Новогодишњи етно базар, децембар
- Ликовна колонија „Беле Цркве”, без утврђеног датума